# Fretterode
Fretterode est une commune allemande située dans l'arrondissement d'Eichsfeld en Thuringe.

## Géographie

Situation de Fretterode dans l'arrondissement

Fretterode est située dans l'ouest de l'arrondissement. La ville fait partie de la Communauté d'administration de Hanstein-Rusteberg et se trouve à 7 km au sud-ouest de Heilbad Heiligenstadt.

## Histoire
Fretterode a appartenu à l'Électorat de Mayence jusqu'en 1802 et à son incorporation à la province de Saxe dans le royaume de Prusse.
Occupé par le forces américaines en 1944, le village fut inclus dans la zone d'occupation soviétique après la Seconde Guerre mondiale avant de rejoindre le district d'Erfurt en RDA jusqu'en 1990.

## Démographie
| 1910 | 1933 | 1939 | 1995 | 2000 | 2004 | 2010 |
| ---- | ---- | ---- | ---- | ---- | ---- | ---- |
| 287  | 289  | 263  | 214  | 224  | 189  | 184  |